# Naturdenkmal Felsenband
Das Naturdenkmal Felsenband ist ein ca. 100 m langes Felsband westlich von Olsberg-Wulmeringhausen in Nordrhein-Westfalen (NRW). Das namenlose Felsenband wurde 2004 durch den Landschaftsplan Olsberg als 2,53 ha großes Naturdenkmal (ND) ausgewiesen. Das ND ist auch ein gesetzlich geschütztes Biotop nach § 62 des  Landschaftsgesetzes NRW. Es ist umgeben vom Landschaftsschutzgebiet Olsberg.
Das Felsband erreicht eine Felshöhe von zehn Metern. Das Felsband ist mit hauptsächlich Rotbuchen bestockt. Rotfichten bestocken den obersten Felsbereich. 
Der Landschaftsplan führt als Gebot für das Naturdenkmal Felsenband auf dass die Fichten zu entfernen sind und in Laubwald umgewandelt werden sollen.